# Huayou n° 2
Huayou n°2, en chinois 华柚2号 (Huá yòu 2 hào) est le premier pamplemousse hybride cytoplasmique mâle stérile développé à l'aide de la technologie d'ingénierie cellulaire par le Laboratoire national d'innovation génétique et des cultures horticoles fruitières de Wuhan. Il est à l'origine de la création d'un nouveau germoplasme potentiel de pamplemousse sans pépins par fusion de protoplastes avec le cal de mandarine Wenzhou 'Guoqing 1'. Huayou n°2 est reconnu obtention végétale en 2015.  
Cette innovation horticole remarquable permet l'obtention de nouveaux cultivars de pamplemoussier sans graine dont les premiers mis en culture en 2024 répondent à la demande du public pour les fruits de table aspermes. En Chine, les pamplemousse sont avec le mandarines locales, les agrumes les plus consommés.

## Histoire
Les pépins des agrumes limitent la demande des consommateurs, handicapent leur transformation, peuvent être liée à l'amertume et à certains composés aromatiques indésirables. Certaines espèces, naturellement triploïdes comme les limes sont aspermes ou bien stériles par de dégénérescence des cellules mères du pollen (Washington navel, mandarine Satsuma). Mais la technique conventionnelle d'obtention triploïdes(produire de tétraploïde qui sont ensuite hybridés avec des diploïdes) est longue, aléatoire et pas applicable à toutes les espèces. La seconde technique consiste à féconder (le plus souvent manuellement) les fleurs avec le pollen d'un agrume incompatible, par exemple en Chine le pamplemousse 'Majia', au Japon pollen de Hyuganatsu.

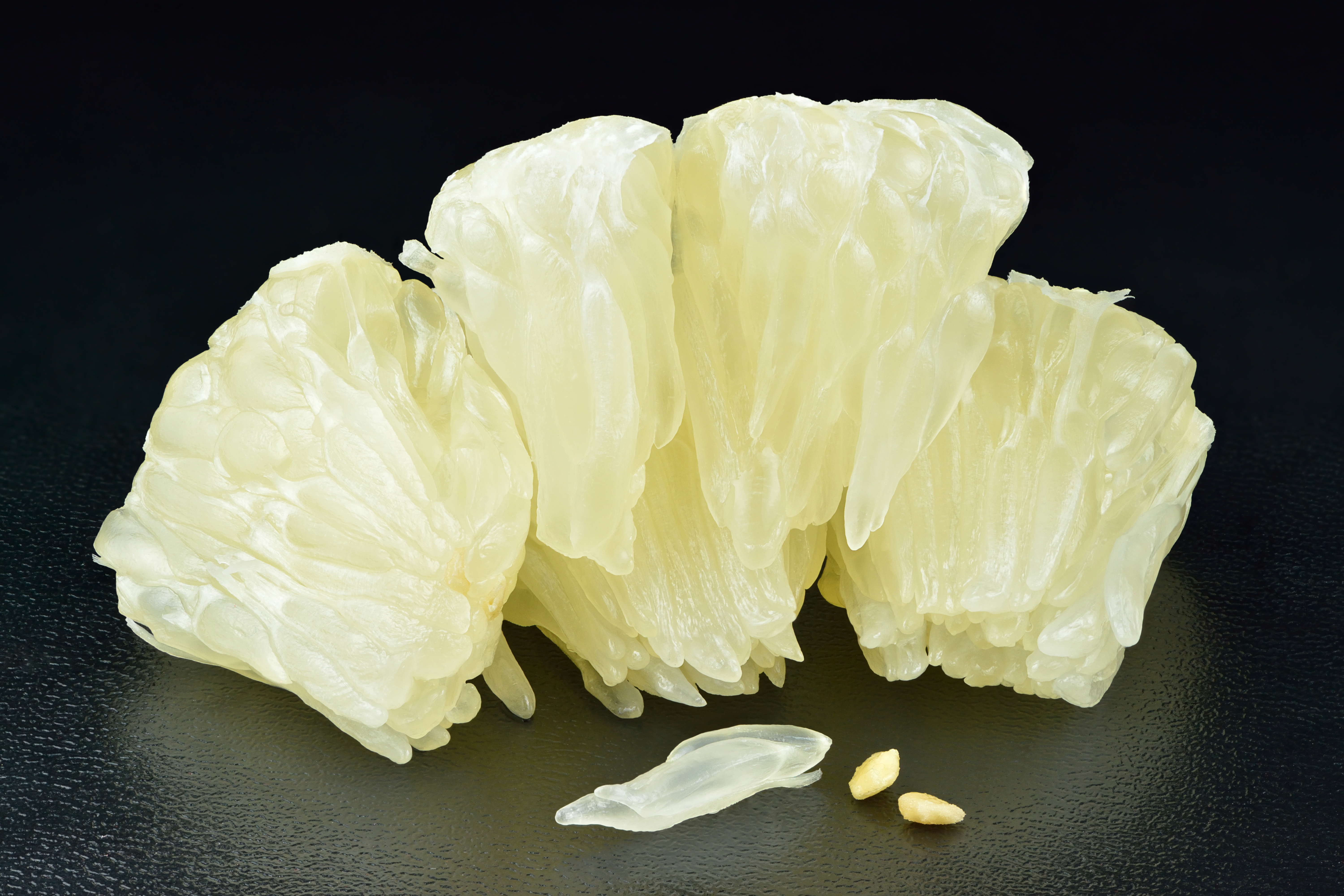
Graines avortées mais présentes dans ce pamplemousse blanc

Les techniques moléculaires actuelles (sauvetage d'embryons, fusion de protoplastes, les cybrides, les croisements interspécifiques ou génériques, la cytométrie de flux) sont plus rapides et efficientes. En 2009 le mandarinier stérile 'Wuzishatangju' n'a pas de graines à cause de l'auto-incompatibilité gamétophytique qui bloque la fécondation dans l'ovaire.  En 2024, l'orange sans pépins 'Succari Sweet Orange' est un nouveau mutant avec stérilité mâle et principalement femelle.
L'hybridation de 'Huayou n°2', hybride cytoplasmique mâle stérile de pamplemousse issu de la technologie d'ingénierie cellulaire comme parent femelle et d'un pomelo commun ( 'Gongshui' blanc, 'Leigong', 'Juhuaxin', 'Majia' et 'Tianyou 1') comme parent mâle a donné du matériel génétique pour la sélection de nouvelles variétés de pomelo diploïdes sans pépins. Le mutant spontané de Ponkan 'Huagan n°4' (C.reticulata Blanco cv.'Ponkan') est stérile (sans pépins) par avortement des graines dues à la surexpression d'un de ses gènes. 
L'hybridation de 'Huayou n°2' × 'Chrysanthemum Core Pamplemousse' (无核张家界 -  indication géographique) en 2021 a donné 176 nouveaux germoplasmes sans pépins qui ont été greffés en août 2022 dont la fructification est prévue pour 2025.

## Description
Le fruit de 'Huayou 2' est un gros pamplemousse (1.2 kg) aplati sans pépins lorsqu'il est cultivé séparément des autres pamplemoussiers. La pulple est rose, abondante et sans fibres, avec une teneur en solides solubles totaux de 12.3 à 13.5 %, une teneur en acide total de 0,90 % à 1,20 % et une maturité entre novembre et décembre. Le rendement par arbre greffé de 5 ans peut atteindre 50 kg.

### voir aussi
- Pamplemousse à maturation très précoce (juillet) 'Liuyuezao', mutant de bourgeon spontané de 'Guanxi' (2022).